# Ouémé (Fluss)
Der Ouémé ist ein Fluss in Benin, Westafrika.

## Geographie
Der Ouémé ist mit 510 km Länge und einem Einzugsgebiet von ungefähr 50.000 km² der größte Fluss im westafrikanischen Staat Benin. Sein Einzugsgebiet erstreckt sich annähernd über die Hälfte des Landes. Er entspringt in den Atakora Bergen von Benin als Affon und trägt den Namen Ouémé erst nach der Mündung des Alpouro. Sein Verlauf ist fast ausschließlich in südliche Richtung. Er mündet an der Küste Benins über dem Nokoué-See und die angeschlossene Porto-Novo Bucht nahe der Stadt Cotonou in den Golf von Guinea.
Der Ouémé hat eine durchschnittliche Neigung von 0,9 m/km, im Oberlauf beträgt sie 20 m/km. Die Wassertemperatur variiert je nach Jahreszeit zwischen 26 und 32 °C.

## Hydrometrie
Die Durchflussmenge des Flusses wurde bei der Stadt Bonou in m³/s gemessen:
- Diagrammdaten:
- Definition |
- Rohdaten |
- Hilfe

## Flussfauna
Bei einer Studie am Ouémé von Mai 1999 bis März 2001 wurden 50 Fischarten aus 18 Familien (Protopteridae, Polypteridae, Clupeidae, Osteoglossidae, Mormyridae, Hepsetidae, Alestidae, Distichodontidae, Citharinidae, Bagridae, Claroteidae, Schilbeidae, Clariidae, Mochokidae, Channidae, Centropomidae, Cichlidae, Anabantidae) nachgewiesen.